# George Bukator
George Bukator (24 avril 1913-2 mai 1987) est un homme politique canadien de l'Ontario. Il est député provincial de Niagara Falls de 1934 à 1943 et de 1959 à 1971,.

## Biographie
Né à Lachine, aujourd'hui arrondissement de Montréal au Québec, Bukator travaille pour la Niagara Parks Commission (en) pendant 6 ans. Conseiller de Chippawa (en) de 1949 à 1958 et du comté de Welland (en) en 1951, il devient le dix-neuvième maire de Niagara Falls en 1973. Il occupe la fonction jusqu'en 1978 et s'éteint dans un hôpital de la ville en 1987.
Un parc sur la rivière Welland est nommé en son honneur.